# Julia Mamea
Julia Avita Mamea (en latín: Iulia Avita Mamæa), nacida el 29 de agosto de 180 en Emesa (actual Homs, Siria), muerta en 235, fue la segunda hija de Julia Mesa, una poderosa matrona romana de origen sirio y del noble Julio Avito. El cognomen de Mamea proviene del árabe, al igual que el de Domna, Maesa o Soemias. Deriva de Māma, un arcaísmo atestiguado en el matronímico de una figura preislámica, Ka'b ibn Mama. Fue sobrina de la emperatriz Julia Domna y del emperador Septimio Severo y hermana de Julia Soemia Basiana, y madre del emperador Alejandro Severo, sobre el que ejerció gran influencia. Durante una campaña contra los germanos, los soldados se amotinaron y mataron al joven emperador y a su progenitora.

## Matrimonios
Su primer marido, de nombre desconocido, fue un antiguo cónsul. Su segundo marido fue el magistrado sirio Marco Julio Gesio Marciano, con quien tuvo dos hijos, una niña llamada Theoclia, y un niño, Marco Julio Gesio Basiano Alexiano (Marcus Julius Gessius Bassianus Alexianus), más tarde el emperador Alejandro Severo. Quizá tuvo otro hijo, llamado Marco Julio Gesio Basiano (Marcus Julius Gessius Bassianus). A diferencia de su hermana, es descrita como virtuosa y no involucrada en escándalos, sino dedicada a la educación de su hijo.

## Regencia de Alejandro

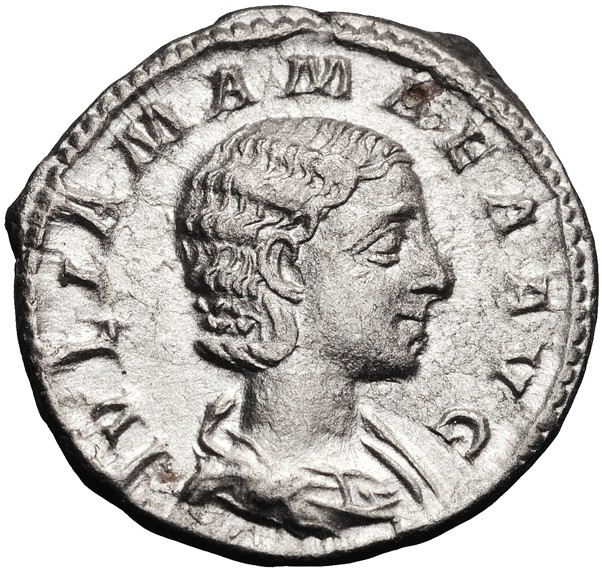
Moneda de Julia Mamea

Como miembro de la familia imperial, observó de cerca la muerte de su primo Caracalla, y el ascenso al trono de su sobrino Heliogábalo bajo la regencia de su madre, Julia Soemias. Este gobierno resultó incompetente, y provocó su caída y sustitución por Alejandro en 222. Julia Mamea se convirtió en regente, ya que su hijo solo tenía 14 años. Al principio, Julia gobernó con eficiencia, con el concurso de varios senadores y consejeros, especialmente del famoso abogado Ulpiano, que era también de Siria y que fue nombrado jefe de la Guardia pretoriana. Al llegar a la edad adulta, Alejandro confirmó la actuación de su madre, y la nombró consors imperii (consorte imperial). 
Mientras tanto, Julia estaba celosa de su nuera, Salustia Orbiana, con quien Alejandro se había casado en 225, y cuyo padre, Seyo Salustio, había sido nombrado César y cogobernante. Julia hizo que Salustia fuera expulsada del palacio, y que su padre fuera ejecutado, en agosto de 227.

## Muerte
Después de una expedición para rechazar una invasión persa, en 232, madre e hijo fueron al norte para hacer frente a un ataque germano. Alejandro había perdido el apoyo de las legiones del Rin por su falta de destreza militar, por lo que las tropas proclamaron emperador a Maximino el Tracio en 235. Alejandro y su madre fueron asesinados en su lujosa tienda de campaña, poniendo fin a la dinastía Severa.